# تار هیل (کارولینای شمالی)
تار هیل (به انگلیسی: Tar Heel) شهری در ایالت کارولینای شمالی کشور ایالات متحده آمریکا است که جمعیت آن در سرشماری سال ۲۰۱۰ میلادی، ۱۱۷ نفر بوده‌است.